# Lee-Enfield No 5
Jungle Carbine — британская магазинная винтовка. «Карабин джунглей» неофициальный термин, используемый для винтовки, которая была производной от винтовки Lee-Enfield, предназначенная для воздушно-десантных войск, укороченная, облегчённая. Производство началось в марте 1944 года и закончили в декабре 1947.Он на 100 мм короче и почти на килограмм легче, чем Lee-Enfield. Ряд изменений было внесено и в ствол.

## История
Британская империя начала боевые действия в Юго-Восточной Азии. В результате этого обнаружилось, что основная винтовка английской пехоты Rifle No.4 оказалась неудобной в джунглях и была слишком тяжелой и длинной. Это привело к тому, что к началу 1944 года английскими оружейниками на базе винтовки Lee-Enfield No.4 Mk I был создан карабин, получивший официальное обозначение «Rifle No.5 Mk I». Наиболее активное использование этой винтовки произошло в послевоенных колониальных кампаниях, где размер и меньший вес являются преимуществом. Карабин No.5 Mk. I официально был снят с вооружения британской армии в 1957 году.

## Конструкция
Карабин представлял собой укороченный и облегчённый вариант винтовки No.4 Mk I. От стандартной винтовки он отличался, в первую очередь, укороченными цевьём и стволом. Более короткий ствол привел к необходимости оснащения оружия пламегасителем, что повлекло за собой создание нового типа штыка. Для защиты плеча стрелка от возросшей отдачи из-за укороченного ствола был добавлен резиновый затыльник на приклад. Это оружие представляло собой магазинную винтовку с ручным перезаряжанием и продольно-скользящим поворотным затвором конструкции Джеймса Париса Ли (James Paris Lee) усовершенствованным Royal Small Arms Factory в Энфилде. Рукоятка затвора расположена в его задней части и загнута вниз. Ударно-спусковой механизм смонтированный в затворе. Спуск — двухступенчатый. Предохранитель в виде поворотного рычажка расположен на левой стороне ствольной коробки, в её задней части.
Всего выпущено 251 368 штук.

## Характеристики
- Вес: 3,2 кг
- Длина: 1003 мм; длина ствола: 477.5 мм
- Калибр: .303 British (7,7 мм)
- Начальная скорость пули: 686 м/с
- Дальность эффективной стрельбы: 457 м
- Максимальная дальность стрельбы 732 м
- Скорострельность 20-30 выстрелов/мин
- Вид боепитания: коробчатый двурядный магазин ёмкостью 10 патронов